# Sosibia humbertiana
Sosibia humbertiana är en insektsart som först beskrevs av Henri Saussure 1868.  Sosibia humbertiana ingår i släktet Sosibia och familjen Diapheromeridae. Inga underarter finns listade i Catalogue of Life.